# Ginette Javaux
Pour les articles homonymes, voir Javaux.
Ginette Javaux, née à Saint-Josse-ten-Noode le 19 mai 1915 et morte à Méthamis, le 29 mars 2005, est une peintre belge. Elle est la mère du peintre Mireille Bastin.

## Biographie
Ginette Javaux se forme chez Léon Devos à l'Académie de Bruxelles.
Elle a une prédilection pour les nus, les portraits et les paysages. Ses œuvres expressionnistes sont monumentales et puissantes. Pour ses paysages, elle trouve son inspiration dans les environs du Rouge-Cloître et dans le Midi de la France.
Elle habitait Watermael-Boitsfort.
Auderghem lui a dédié une rue en 2005.

## Expositions
- Salons du Brabant, au Palais des Congrès, depuis 1951 ;
- Bruxelles, depuis 1957 ;
- Charleroi, Gand, Anvers, Sydney, Golfe-Juan-Vallauris ;

## Distinctions
- Prix de Paysage avec grande distinction de l'Académie de Bruxelles.
- Prix de Maîtrise de l'Académie de Bruxelles.
- Prix d'Art Monumental Constant Montald de l'Académie Royale de Belgique.
- Prix Louise De Hem de l'Académie Royale de Belgique.
- Prix G.E.Lebon à Auderghem en 1956.
- Prix du Paysage à Woluwe-Saint-Lambert.
- Prix de la Province de Namur en 1968.
- Prix du Tourisme à Ligny en 1969.
- Prix de la Principauté de Chimay en 1970.
- Médaille d'or à Ligny en 1971.
- Médaille d'or à Bousval en 1972.